# フォトンM1
フォトンM1 (Foton-M1) とは、欧州宇宙機関とロシア連邦宇宙局が開発した人工衛星である。2002年にロシアのプレセツク宇宙基地から打ち上げられたが、ロケットの墜落により失われた。地球周回軌道上で複数の科学実験を行い、カプセルを地上へ帰還させることを目的としていた。

## 設計と打ち上げ
フォトンM1はフォトンシリーズの13号機で、初期のシリーズに改良を加えたフォトンM型の初号機だった。製造はロシア中央設計局 (TsKB) が担当した。重量は6410kgで、流体物理や生物学などに関する44種類の実験を計画していた。機材は再突入カプセルの内部に置かれ、地球周回軌道に15日留まったのち、ロシアとカザフスタンの国境地域に帰還する予定だった。
2002年10月15日、フォトンM1はソユーズUロケットを用いてプレセツク宇宙基地から打ち上げられた。しかし5基のエンジンのうち1つが点火せず、正常な飛行経路を保てなくなったため、全エンジンが停止され、ロケットは発射台付近に落下して爆発した。付近にいたロシア軍兵士1人が窓枠の破片に当たり死亡し、8人が負傷、うち6人が入院して治療を受けた。また、プレセツクの発射台も部分的に破壊された。
フォトンM1の失敗で実行できなかった実験は2005年に打ち上げられたフォトンM2で補われた。